# Exochus flavifrons
Exochus flavifrons là một loài tò vò trong họ Ichneumonidae.